# Gobernador López (Misiones)
Gobernador López

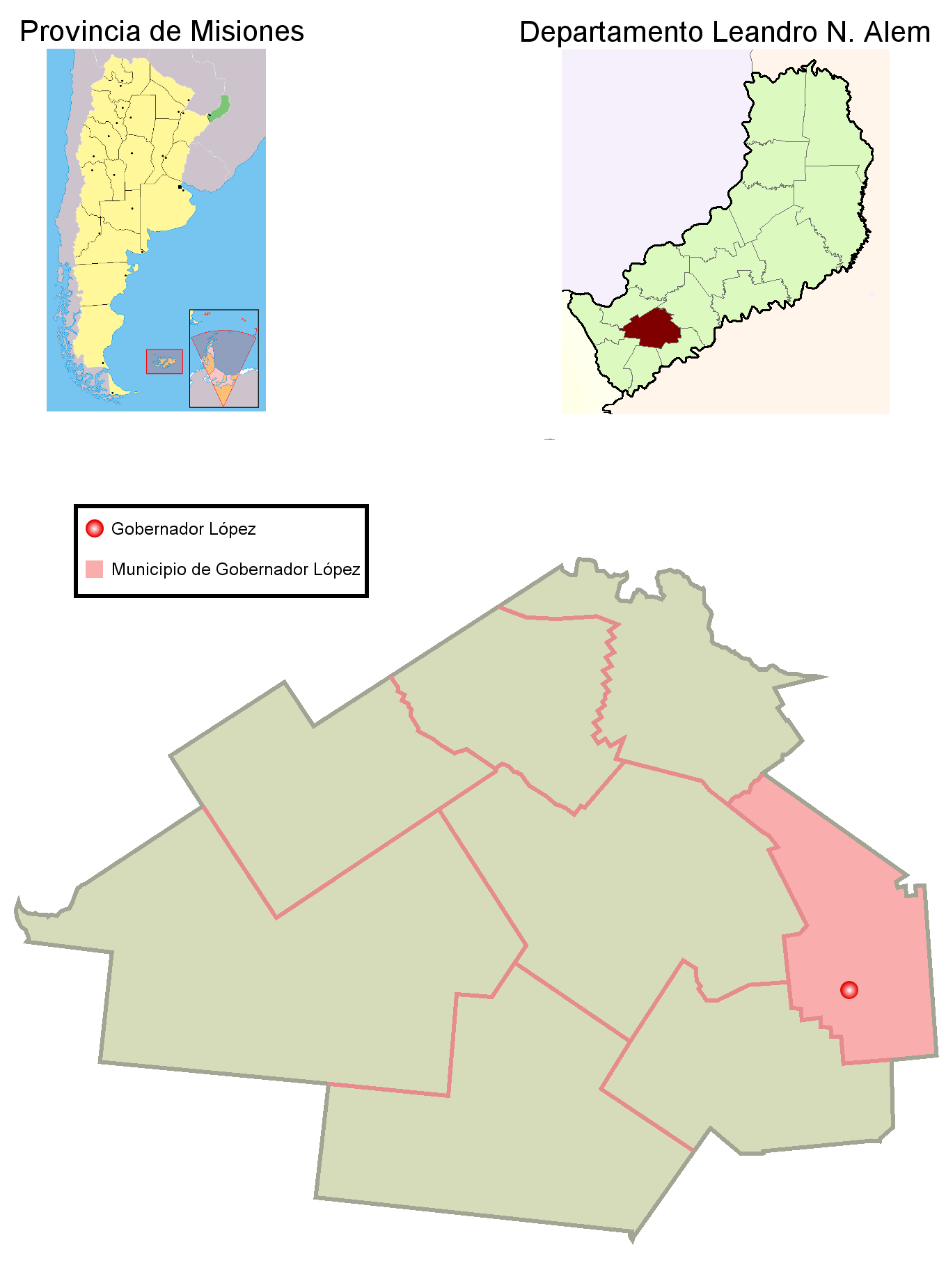
Área del municipio de Gobernador López y su cabecera en el departamento Leandro N. Alem.

se halla a una latitud de 27°40′ S y a una longitud de 55°15′ O, a 294 m de altitud sobre el nivel del mar. Pertenece al departamento de Leandro N. Alem, se encuentra a una distancia de 96 kilómetros de Posadas, capital de la provincia. Limita con los municipios de Caá Yarí, Dos Arroyos, Florentino Ameghino, Leandro N. Alem y Mojón Grande.
La localidad posee una superficie de 100 km², tiene una población de 2.256 habitantes un 7,8 % más que en el censo del año 1991. El 51,5 % (1162 hab.) de la población son hombres, mientras que el 48,5 % (1094 hab.) son mujeres. Por otra parte la densidad de población es de 22,76 km² (Elaboración del IPEC sobre los resultados del censo del 2001).
El acceso principal a Gobernador López se halla en el km 35 de la ruta provincial N.º 4. En este punto nace la ruta provincial N.º 215, el casco urbano se encuentra a 7 km de esta ruta, que continúa su trocha por Mojón Grande y termina su recorrido en el municipio de Panambí.

## Historia
El 20 de junio de 1945 se resolvió a través de la resolución 586 y por disposición del entonces gobernador del Territorio Nacional de Misiones, Eduardo N. Otaño, la Primera Comisión de Fomento. Los miembros de la misma fueron: Florentino Perié, Feliz Rey Leyes, Laurino Pergher e Isaac Julio Escalada.
Una de las funciones que desempeñaba la comisión de fomento era nombrar comisiones vecinales en el paraje El Chatón, Picada Sueca y en el kilómetro 8 de picada López.
Ante la necesidad de organizar fiestas patrias en Gobernador López, se nombra a vecinos para la comisión de festejos patrios, la cual comenzó a desempeñar sus funciones el 31 de diciembre de 1947.
La comisión de fomento fue renovada en 1949, la cual decide nombrar a un comisario que cumplía la función de recaudador de impuestos y donaciones. En los comienzos de la década del 50 el pueblo se encontraba en plena etapa de crecimiento, la comisión de fomento ante la necesidad de una autoridad policial, en 1951 nombra una comisión pro-destacamento con el fin de crear un destacamento, el cual se creado en poco tiempo.
El 22 de agosto de 1953 se inaugura un mástil, construido por los propios vecinos, en el centro de la picada López, más precisamente en frente de la actual municipalidad y comisaría de Gobernador López. Debido a esta obra el pueblo fue llamado por muchos años “Villa Mástil”, finalmente en la década de 1980 el mástil fue derribado.
A partir del crecimiento social, cultural y económico, algunos habitantes fueron adquiriendo maquinarias para trabajar la tierra. Entonces surgió la necesidad de mejorar la red vial de la zona, de esta manera en 1957 las comisiones de fomento de picada López y Mojón Grande, suscriben un contrato con Vialidad Provincial para la apertura y mejora de caminos. El contrato incluía 40 kilómetros, desde el km 35 de la ruta provincial N.º 4 pasando por Gobernador López, Picada Yapeyú, Mojón Grande hasta llegar al paraje Guatambú.
En 1957 se produce la provincialización de Misiones, en consecuencia la comisión de fomento queda intervenida y se transforma en Municipalidad. El interventor fue el sr Pedro Siñuka al cual se lo denominaba comisionado.
En el año 1959 el sr Héctor Mario Leguía eleva una nota al gobernador de la provincia solicitando la creación de una sub-comisaría y de un juzgado de paz. La municipalidad no contaba con un edificio, funcionaba en el domicilio del sr Hipólito Kuzdra secretario tesorero en ese entonces. Viendo la necesidad de contar con un edificio propio los vecinos comienzan a reunir fondos y entre todos ellos se construye el edificio municipal. La obra fue inaugurada oficialmente el 5 de abril de 1961, con la presencia del Gobernador de la provincia de Misiones el Sr. César Napoleón Erault, estando como mandatario el docente Mario Leguía.
En 1962 presta juramento como comisionado municipal, el docente Don Alejandro Dowbusz.
En el año 1963 es electo democráticamente como intendente Don Casimiro Muzalski, representando el partido de la UCR.
En 1965 el municipio obtiene energía eléctrica, gracias a las insistencias y acciones de todos los vecinos, lo que significó un gran cambio y paso en el crecimiento del pueblo. La fecha de inauguración del servicio se fijó para el 20 de agosto, pero fue suspendido para el 28 de agosto, debido a que a ese día el pueblo fue cubierto por nieve; un acontecimiento meteorológico histórico, la capa de nieve llegó a los 20 cm. Fue la única vez que nevó en Gobernador López.
En este mismo año, más precisamente el 25 de mayo se crea, finalmente, el solicitado Juzgado de Paz. El primer juez fue el sr Luis Enrique Penayo, junto a la primera secretaria del juzgado que fue la Leocadia Muzalski de Chesani.
Por el golpe de Estado en 1966 es nombrado interruptor municipal Ambrosio Comby. Años más tarde en 1970 Juan José Beltrameti es nombrado intendente municipal.
En 1973 es electo intendente de Gobernador López el Sr. Zacarías Franco, del Partido Justicialista. Tiempo después surge el golpe de Estado cívico-militar (1976) y es designado interruptor municipal Don Alejandro Dowbusz (su segundo mandato).
En el año 1979 los municipios pasaban a depender de las cabeceras departamentales, es así que Gobernador López paso a depender de Leandro N. Alem, con el intendente de facto Delfino González. En 1983 es electo como intendente del municipio el sr Juan Klecha (UCR). En 1987 Klecha es reelecto periodo que se extendió hasta 1991.
El 10 de diciembre Asume el cargo de intendente de Gobernador López, José Esteban Chesani. En 1995 fue reelecto, gestión que duró hasta el 8 de enero de 1996, fecha en la que fallece trágicamente. Por este motivo asume el primer concejal Soilo Sartori hasta el 10 de diciembre de 1999. En ese mismo año asume Carlos Maidana como intendente hasta culminar su gestión en el año 2003.
Luego es electo tras las elecciones del 2003 Luis Antonio González, el cual fue reelecto nuevamente en 2007 y 2011.
En el año 2008 se cumple el sueño de toda la comunidad de Gobernador López, el acceso asfaltado, con una longitud de 7 km llega hasta el casco urbano facilitando de manera importante la comunicación por vía terrestre entre el municipio y las ciudades más cercanas.
En 2015 asume como intendente el doctor Sergio Kupczyszyn donde es reelecto en el 2019. Trágicamente en el 2022 mientras ejercía su segundo mandato pierde la vida, asumiendo así el presidente del honorable concejo deliberante Rubén Golot el cual se encuentra ejerciendo el cargo de intendente en la actualidad. 
El 7 de mayo de 2023 se realizaron las elecciones municipales, donde el enfermero Rubén Darío Golot es electo intendente de manera democrática obteniendo alrededor de  450 votos superando por 100 votos al candidato que se encontraba en segundo lugar.

## Gobernador Gregorio López: Historia del nombre
Antiguamente esta localidad era conocida como “Picada López”, el origen de esta denominación no tiene una historia real, pero los más ancianos del pueblo afirman que se debe a un contrabandista de apellido López, quien fue uno de los primeros habitantes de la zona. Abriendo picada en el denso monte misionero, instaló en este lugar su centro de contrabando.
En 1938 el presidente de la Nación determina a través del decreto N°13.603, que la Picada López recuerde al general Gregorio López, que fue dos veces gobernador del territorio de Misiones y también del Chaco. A partir de ese momento Picada López comenzó a llamarse “Gobernador Gregorio López”.
Gregorio López (1857, Buenos Aires – 1927, Capital Federal) fue un militar argentino y gobernador del antiguo Territorio Nacional de Misiones.
López, con apenas 17 años, se unió al ejército, donde desarrolló una importante carrera militar llegando al grado de Coronel. Prestó servicios como militar durante algunos años en la provincia del Chaco, lo que le permitió tener un profundo conocimiento de toda la región.
Después de su retiro, fue nombrado el 14 de julio de 1911 gobernador del antiguo Territorio Nacional de Misiones, cargo que ocupó hasta el 30 de noviembre de 1916. Durante su gestión hubo una importante reforma en la policía de la provincia de Misiones. Además realizó obras relacionadas con la comunicación, como ser puentes, caminos, ferrocarriles y telégrafos. El 22 de agosto de 1953 se inaugura un mástil en el centro de Gobernador López. Debido a esta obra el pueblo fue llamado por muchos años “Villa Mástil”, nombre que se perdió en el tiempo una vez que el mástil fue derrumbado en la década de 1980. De esta manera Gobernador G. López se convirtió en el nombre definitivo de esta localidad.

## Atractivos turísticos

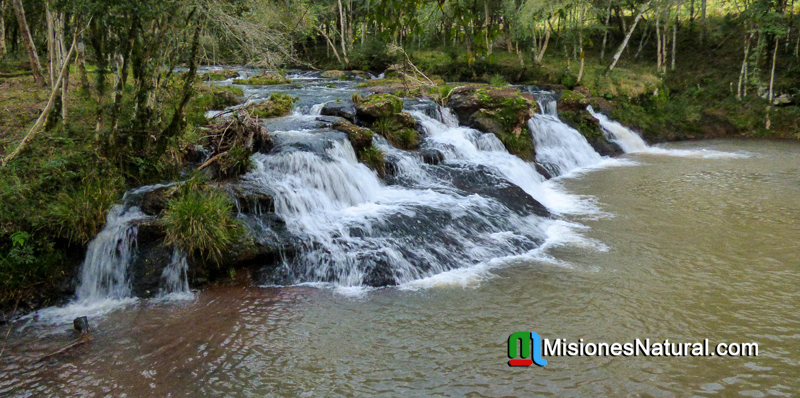
Salto Pepe

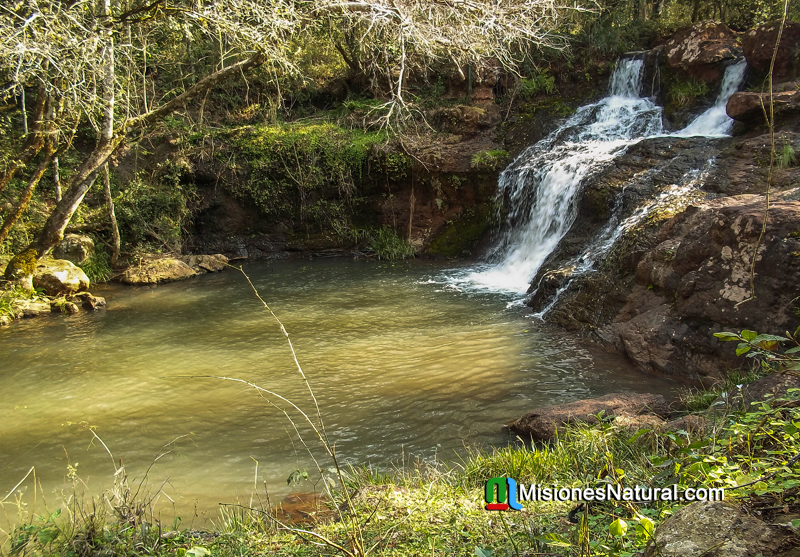
Salto Lucia

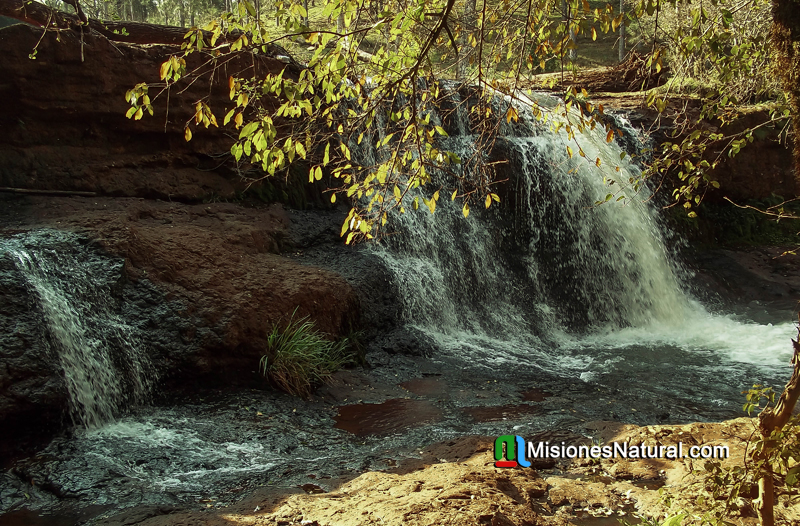
Salto Natalio

Entre los atractivos naturales más importantes en Gobernador López se encuentran los saltos sobre el arroyo López, afluente del río Uruguay.
EL salto Pepe, posee 3 m de altura y 18 m de ancho. Es el lugar más visitado en temporada verano, es un campamento que no posee instalaciones prácticamente, sin embargo la afluencia de visitantes, principalmente los fines de semana, es masiva. En la misma propiedad se encuentran el salto Lucía de unos 4 m de altura.
El salto Natalio de 4,5 m y un ancho de 25 m. es otro de las caídas de aguas sobre el arroyo López.
Estos atractivos poseen gran potencial turístico, pero hasta el momento no se consolidaron como oferta turística, ya que ninguno de ellos posee instalaciones adecuadas. Esto se debe a la falta de recursos económicos para emprender un proyecto.
Eventos programados
Se destacan las fiestas patrias durante el año, la fiesta patronal del 15 de agosto «Asunción de la Virgen María», el aniversario del pueblo el 30 de septiembre y el encuentro navideño que se celebra el fin de semana anterior a Navidad (estas se llevan a cabo en la plaza 25 de mayo o en el complejo polideportivo).

## Transporte

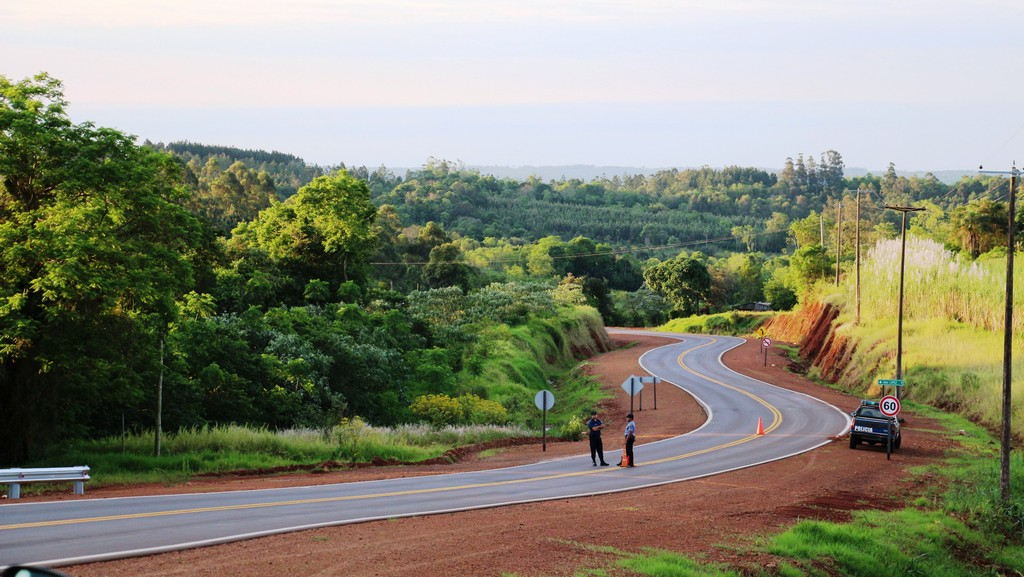
Tramo de la ruta provincial n.° 215 que conecta Gobernador López con Mojón Grande.

Existe una empresa de transporte de pasajeros(empresa “El Lucero”) que hace viajes regulares de Mojón Grande a Posadas, pasando por Gobernador López, Leandro N. Alem, Bonpland y Santa Ana.
También hay vehículos de particulares que funcionan como remises, haciendo viajes a las ciudades más cercanas y al interior del municipio.
Comunicaciones
El Municipio cuenta con servicio de telefonía fija, móvil, Internet (en menor medida) y Directv.
Recreación
El pueblo cuenta con una plaza con juegos infantiles y sendas para bicicletas. También se realizan actividades deportivas diariamente en el polideportivo y en el estadio municipal de fútbol, las actividades consisten en vóley, fútbol de campo y futsal. También existe un club social en el cual se realizan mensualmente eventos musicales, fiestas, cumpleaños, etc.
Servicios Básicos
Existe una cooperativa de agua potable, que provee el servicio de agua potable. El agua proviene de un pozo perforado de 166 m de profundidad (también existe un estanque abastecido por vertientes que es utilizado en épocas de sequía) que luego es potabilizada por una planta potabilizadora que se encuentra en el casco urbano.
La CELA (Cooperativa Eléctrica de Leandro N. Alem) es la encargada de proveer electricidad en el municipio.
El servicio de recolección de residuos es brindado por la municipalidad dos veces a la semana.
Organizaciones, delegaciones y/o instituciones
Gobernador López cuenta con un registro de las personas con un delegado y un secretario, una comisaría, y un juzgado de paz.
También posee una casa del colono, una biblioteca popular y un hogar de ancianos.
Actividades Económicas 
El té y la yerba mate son las actividades más importantes. También, en menor medida, la producción de caña de azúcar, tabaco, citrus, la ganadería.
Fuente: Gonzalez, Mauro Sebastian. "Informe Gobernador Lopez, Sintec 2010". Gobernador Lopez, Misiones. Año 2010

- Datos: Q519881
- Multimedia: Gobernador López, Misiones / Q519881